# Afrânio Farias de Menezes
Afrânio Farias de Menezes foi gerente de convênios, chegando a função de diretor do Instituto do Meio Ambiente (IMA), de Alagoas, e presidente da Academia Alagoana de Medicina Veterinária (ACAMVET). Também foi vice-presidente da Reserva da Biosfera da Mata Atlântica (RBMA).

## Vida
Afrânio Farias de Menezes nasceu em 1944 na cidade de Recife (PE), se formou em Medicina Veterinária pela Universidade Federal da Bahia (UFBA) em 1968. Era filho do professor da UFBA e da Universidade Estadual de Feira de Santana (UEFS), Orlando Bastos de Menezes, que publicou a obra “Dicionário de Parasitologia”.
Enquanto gerente de Convênios do IMA, foi responsável pela parceria feita entre o instituto e a estatal Petrobras, garantindo da estatal o investimento de R$ 544 mil e com a contratação de consultorias, além de capacitação de pessoal e investimento em tecnologia de informação, em troca do uso de funcionários do próprio instituto para Inventário de Remanescentes Florestais do Estado e Desenvolvimento Institucional do IMA.
Faleceu em 27 de abril de 2021, na cidade de Maceió (AL), vítima da COVID-19.

## Obras

### Pesquisas apresentadas
- Dados e os impactos ao Rio São Francisco e à população pós-Brumadinho: após a rompimento da barragem de Brumadinho (MG),  ele divulgou resultados de 36 amostras coletadas nos leitos dos Rios São Francisco e Paraopeba, na represa de Três Marias, discutindo sobre diversos pontos de vistas e áreas de conhecimento, o meio ambiente, a saúde pública, os recursos hídricos e a economia.[5]

## Prêmios e homenagens

### Prêmios
- Medalha "Silvio Carlos Luna Vianna" (2018)[6]
- Prêmio Muriqui (2021) - Especial in memorian[7]

### Homenagens
- Bosques da Memória[8]
- Jardineto "Afrânio Menezes" - construído na base descentralizada do órgão, no município de Marechal Deodoro.[3]